# Komlósd
Komlósd község Somogy vármegyében, a Barcsi járásban.

## Fekvése
A horvát határ közelében, a Dráva völgyében, Barcstól 9 kilométerre északnyugatra fekszik, a Berzence felé vezető 6801-es út mentén. Innen ágazik ki a 68 109-es út Péterhida központja felé.

## Története
Első ismert írásos említése 1398-ből származik, ekkor Babócsa várához tartozó Komlós nevű településként említették. A 15. század végétől a Batthyány család birtokolta. A török megszállás idején elpusztult, a 18. század elején települt be újra. Akkor már a Széchényi család tulajdona volt.

## Közélete

### Polgármesterei
- 1990–1994: Kiss Pál (független)[3]
- 1994–1998: Kiss Pál (független)[4]
- 1998–2002: Kiss Pál (független)[5]
- 2002–2006: Kiss Pál (független)[6]
- 2006–2010: Kiss Pál (független)[7]
- 2010–2014: Kiss Pál (független)[8]
- 2014–2019: Kiss Pál (független)[9]
- 2019–2024: Kiss Pál (független)[10]
- 2024– : Kovács Szilárd (független)[1]

## Népesség
A település népességének változása:
| Lakosok száma | 168  | 167  | 159  | 157  | 168  | 166  | 167  |
|               | 2013 | 2014 | 2015 | 2021 | 2022 | 2023 | 2024 |

A 2011-es népszámlálás során a lakosok 89,4%-a magyarnak, 6,6% cigánynak, 0,7% németnek mondta magát (10,6% nem nyilatkozott; a kettős identitások miatt a végösszeg nagyobb lehet 100%-nál). A vallási megoszlás a következő volt: római katolikus 37,7%, református 15,9%, evangélikus 1,3%, felekezet nélküli 19,9% (24,5% nem nyilatkozott).
2022-ben a lakosság 94,6%-a vallotta magát magyarnak, 1,8% cigánynak, 1,2% németnek, 0,6% egyéb, nem hazai nemzetiségűnek (4,2% nem nyilatkozott; a kettős identitások miatt a végösszeg nagyobb lehet 100%-nál). Vallásuk szerint 42,3% volt római katolikus, 11,3% református, 1,2% egyéb katolikus, 8,3% felekezeten kívüli (36,9% nem válaszolt).

## Nevezetességei
A településen három építmény áll helyi építészetiérték-védelem alatt: a református templom, a községháza és egy világháborús hősi emlékmű.